# Megaupload
Megaupload fou una societat amb seu a Hong Kong creada per Kim Dotcom constituïda el 2005, que oferia un servei en línia de compartició d'arxius amb el mateix nom i altres serveis semblants. La web permetia allotjar continguts i compartir arxius de diferents grandàries i formats. La plana web va ser tancada pel Departament de Justícia dels Estats Units el 19 de gener de 2012 durant una investigació per infracció dels drets d'autor. Aquest servei on line es caracteritzava per ser un dels llocs d'Internet més grans per intercanviar arxius, tals com a fotos, vídeos o música.
Així, quan algun usuari pujava un arxiu, la web generava un enllaç que podia ser compartit amb un tercer. Els usuaris tenien diverses maneres d'utilitzar Megaupload: de franc o de pagament. D'aquesta manera, els internautes que no pagaven cap quota pel servei no podien descarregar arxius de més d'1 GB i tenien un límit de 72 minuts diaris per poder veure els continguts. En el cas dels usuaris Premium, aquests no tenien cap mena de restricció, podien descarregar arxius de fins a 100 GB i els visualitzaven sense cap mena de publicitat.
A l'hora de descarregar un arxiu, els usuaris gratuïts, havien d'esperar 25 segons. Per contra, per als de pagament, la descàrrega era sense esperar i més ràpida. Els usuaris no registrats, podien descarregar igualment, però havien d'esperar 45 segons.
El gener de 2012, la web tenia més de 150 milions d'usuaris registrats, 50 milions de visitants.

## Programari
Mega Manager
Va ser un gestor de descàrregues que disposava d'un comprovador d'enllaços per als enllaços de Megaupload, així com opcions per a gestionar els arxius carregats, i per accedir a la caixa de control en línia que estava a Megaupload.
Megakey
Va ser una aplicació adware que eliminava les limitacions d'ample de banda en els serveis Mega durant els períodes de "hora feliç". A canvi, els usuaris que executaven Megakey van acordar subministrar alguna identificació personal i dades demogràfiques i per permetre la substitució d'anuncis en llocs web de tercers que van visitar amb els de Megaupload.
Megabox
Una nova forma de descàrrega multimèdia, va ser la primera de la seva classe. Kim "Dotcom" descriu Megabox com "molt similar a iTunes", excepte que funciona en un navegador web utilitzant la tecnologia HTML5 i carregant "molt més ràpid que iTunes o qualsevol altre".
Filebox
Era un component Flash que podia ser incrustat en qualsevol pàgina web externa. Es permetia als usuaris pujar contingut a Megaupload sense haver de visitar la pròpia pàgina web o descarregar el Mega Manager.

## Suspensió
La web fou tancada el 19 de gener de 2012 per l'FBI acusada de violar drets d'autor. Es calcula que va generar unes pèrdues d'uns 500 milions de dòlars en drets d'autors, segons un informe del Departament de Justícia dels Estats Units, per un suposat delicte de pirateria informàtica.
Acaba amb la detenció de quatre dels seus executius a Nova Zelanda; entre ells, el fundador Kim Schmitz - àlies Kim Dotcom -, que es podria afrontar fins a una pena de 50 anys de presó.
A causa d'aquest tancament i d'altres, el col·lectiu activista Anonymous, va dirigir un atac de denegació de servei a diversos llocs web, entre altres el Departament de Justícia dels Estats Units i el FBI, en senyal de protesta, a més de filtrar certa informació personal del director del FBI.

## Rellançament
El 19 de gener de 2013, Kim Schmitz va rellançar aquest nou servei, anomenant-lo Mega. Aquest nou servei té un enfocament més centrat a l'emmagatzematge al núvol, oferint fins a 50 GB d'emmagatzematge estàndard.
El nou servei Mega, que porta inscrites en anglès les consignes "Nosaltres prometem. Nosaltres lliurem", ofereix quelcom similar a Megaupload però està encriptat i allotjat a diverses parts del món, exceptuant els Estats Units. Aquest nou servei, a les 23 hores el dia 19 de gener de 2013 va arribar a tenir 250.000 usuaris registrats.